# Linden (Hesse)
Linden (pronunciación en alemán: /ˈlɪndn̩/ⓘ) es una pequeña ciudad en el Landkreis de Giessen en el estado de Hesse, Alemania. Tiene una población de 12.143 habitantes y se compone de los sectores de Großen-Linden y Leihgestern.